# جعفر بن ناصر
ابوالقاسم جعفر بن ناصرالحق از نظامیان و بزرگان علوی در طبرستان بود. او در زمان حکومت ناصرالحق اطروش (پدرش) به امارت برخی شهرها و فرماندهی گروهی از نظامیان مأمور بود. با توجه به پیمانی ناصرالحق که با داعی صغیر پذیرفته بود، وصیت کرد پس از مرگش داعی به حکومت علویان طبرستان برسد و بزرگان حکومت هم او را از گیلان به طبرستان آورده و با او بیعت کردند. جعفر و برادرش (احمد) مدتی بعد با این جانشینی مخالفت کردند و شورش کردند ولی موفق نشدند به حکومتی پایدار رسند. جعفر در ذی‌القعده سال ۳۱۲ هجری درگذشت و پیروانش با ابوعلی الناصر، برادرزاده‌اش، بیعت کردند.